# Aasha (1980)
Aasha ist ein Hindi-Film von J. Om Prakash aus dem Jahr 1980.

## Handlung
Deepak ist ein Lastwagenfahrer, der die berühmte Sängerin Aasha mitnimmt, als ihr Wagen streikt. Sie freunden sich sehr schnell an. Aasha empfindet aber nun mehr für Deepak, der allerdings in Mala verliebt ist und sie heiratet. Trotz allem beglückwünscht sie ihn.
Plötzlich hat Deepak einen Unfall und alle glauben, er sei dabei umgekommen. Seine Mutter schickt vor lauter Kummer die schwangere Mala weg. Mala geht zu ihrem Vater, der allerdings stirbt. Bei so viel Unglück in Malas Leben springt sie von einer Brücke ins Wasser. Sie wird gerettet, jedoch ist sie nun blind. Sie gebärt eine Tochter, die sie Deepamala nennt. Eine Kombination aus ihrem eigenen Namen und dem ihres Mannes.
Deepak, den alle für tot gehalten haben, kehrt nach Hause zurück. Seine Mutter ist überglücklich und erklärt ihm, dass Mala Selbstmord begangen hat. Daraufhin wird er depressiv. Aasha tritt wieder in Deepaks Leben ein und hilft seine Depressionen zu überwinden. Während ihrer gemeinsamen Zeit verlieben sie sich ineinander.
Nach einiger Zeit machen Deepak und Aasha Bekanntschaft mit dem kleinen Mädchen Deepamala, das Götterstatuen auf der Straße verkauft. Die beiden sind sofort von Deepamala entzückt, sie wissen jedoch nicht, dass Deepak der Vater des Mädchens ist.
Aasha trifft auch Mala und sagt ihr, dass sie die nötige Augenoperation bezahlen. Auch lädt Aasha Mala und Deepamala zu ihrer Hochzeit ein. Nachdem Mala ihr Augenlicht wiedergewonnen hat, geht sie mit ihrer Tochter zu der Hochzeit. Geschockt Deepak dort aufzufinden, verlässt sie sofort die Veranstaltung, um nicht zwischen den beiden zu stehen.
Malas Freund erklärt Deepak, dass Mala noch lebt und Deepamala seine Tochter ist. Aasha bittet Deepak zu seiner Familie zu gehen, was er dann auch macht. Aasha kehrt wieder zu ihrem alten Leben als Sängerin zurück und singt ihr bekanntes Lied Shisha Ho Ya Dil Ho, Aakhir Toot Jata Hai (Das Herz ist wie Glas, es bricht unvermeidlich).

## Auszeichnungen
Dieser Film wurde in den folgenden Kategorien beim Filmfare Award nominiert, hat jedoch keinen Preis davon gewonnen.
Nominierungen beim Filmfare Award 1981:
- Bester Film an J. Om Prakash
- Beste Regie an J. Om Prakash
- Beste Hauptdarstellerin an Reena Roy
- Bester Nebendarsteller an Girish Karnad
- Beste Nebendarstellerin an Rameshwari
- Beste Story an Ram Kalkar
- Beste Musik an Laxmikant Pyarelal
- Bester Liedtext an Anand Bakshi für das Lied Shisha Ho Ya Dil Ho

## Musik
| Lied                           | Sänger                         |
| ------------------------------ | ------------------------------ |
| Aashaon Ke Sawan Mein          | Lata Mangeshkar, Mohammad Rafi |
| Dhak Dhak Se Dhadakne Sikha De | Mohammad Rafi                  |
| Jai Mata Di                    | Chanchal, Mohammad Rafi        |
| Jane Hum Sadak Ke Longon Se    | Mohammad Rafi                  |
| Salam Hai Sawan Mein           | Lata Mangeshkar, Mohammad Rafi |
| Shisha Ho Ya Dil Ho            | Lata Mangeshkar                |

In dem Lied Jane Hum Sadak Ke Longon Se hat Hrithik Roshan, der Enkel von J. Om Prakash, einen kleinen Auftritt als tanzender Junge. Dies war seine erste Filmrolle. Sein Filmdebüt als Hauptdarsteller machte Roshan in dem Film Kaho Naa… Pyaar Hai, wo er über Nacht zum Star wurde.